# Adam Kanigowski
Pour les articles homonymes, voir Kanigowski.
Adam Kanigowski (né le 15 avril 1989 à Toruń) est un mathématicien polonais spécialisé dans les systèmes dynamiques et la théorie ergodique. Il est professeur à l'université du Maryland.

## Formation
Kanigowski obtient sa maîtrise en mathématiques de l'Université Nicolas Copernic de Toruń en 2012, et son doctorat en 2015 de l'Institut de mathématiques de l'Académie polonaise des sciences, sous la direction de Mariusz Lemańczyk (en) et Joanna Kułaga-Przymus,. Sa thèse, intitulée Własności ergodyczne gładkich potoków na powierzchniach (« Propriétés ergodiques des écoulements lisses sur les surfaces ») obtient le prix international Stefan Banach en 2016,.

## Carrière et domaines de recherche
En 2015, Adam Kanigowski rejoint l'université d'État de Pennsylvanie en tant que professeur adjoint de recherche S. Chowla, puis il passe à l'Université du Maryland en tant que professeur adjoint en 2018, où il est promu professeur titulaire en 2024. Depuis décembre 2022, Adam Kanigowski dirige un projet phare à l'université Jagellonne qui soutient en partie une collaboration de recherche avec l'UMD,.
Les recherches d'Adam Kanigowski portent sur les systèmes dynamiques et la théorie ergodique ainsi que sur leur interaction avec la théorie des nombres, la géométrie et la théorie des probabilités. Il s'intéresse particulièrement au caractère aléatoire et au chaos dans les systèmes dynamiques lisses, aux problèmes de classification dans la théorie ergodique abstraite et aux théorèmes ergodiques non standard qui trouvent une application en théorie des nombres. En collaboration avec d'autres chercheurs, il résout plusieurs problèmes et conjonctures ouverts de longue date, tels que le problème de Rokhline, la conjecture de Sarnak, la conjecture de Katok et le problème de Ratner. 
Adam Kanigowski a publié plus de 30 articles dans des revues mathématiques de premier plan, telles que Annals of Mathematics, Journal of the American Mathematical Society et Inventiones Mathematicae,. Parmi ses collaborateurs figurent Dmitry Dolgopyat, Bassam Fayad, Giovanni Forni, Mariusz Lemańczyk, Maksym Radziwill, Federico Rodriguez Hertz et Corinna Ulcigrai.

## Prix et distinctions
En 2015, la Société mathématique de Pologne décerne à Adam Kanigowski son prix pour les jeunes mathématiciens (il est récompensé pour une série de six articles dans le domaine de la théorie ergodique et de la théorie des opérateurs (en) ). Il est lauréat 2016 du Prix international Stefan Banach pour une thèse de doctorat en sciences mathématiques. En 2017, il reçoit le prix Kazimierz Kuratowski de l'Institut de mathématiques de l'Académie polonaise des sciences et de la Société mathématique polonaise. En mars 2024, la Fondation Simons nomme Kanigowski Simons Fellow 2024 en mathématiques,, en avril, il reçoit le prix de l'Institut de mathématiques de l'Académie polonaise des sciences pour ses réalisations scientifiques exceptionnelles en mathématiques pour ses résultats fondamentaux dans le domaine des systèmes dynamiques et de la théorie ergodique,, et en juillet, il reçoit le prix de la Société mathématique européenne pour ses contributions exceptionnelles à la classification spectrale et aux propriétés de mélange des systèmes dynamiques lentement chaotiques ,.

## Vie privée
Adam Kanigowski a deux filles. En juin 2024, il termine son premier triathlon Ironman ,.

## Publications
- (en) Adam Kanigowski et Bassam Fayad, « Multiple mixing for a class of conservative surface flows », Invent. Math., vol. 203, no 2,‎ 2016, p. 555-614
- (en) Adam Kanigowski, Mariusz Lemańczyk et Corinna Ulcigrai, « On disjointness properties of some parabolic flows », Invent. Math., vol. 221, no 1,‎ 2020, p. 1-111
- (en) Adam Kanigowski, Bassam Fayad et Giovanni Forni, « Lebesgue spectrum of countable multiplicity for conservative flows on the torus », J. Am. Math. Soc., vol. 34, no 3,‎ 2021, p. 747-813
- (en) Adam Kanigowski, Dmitry Dolgopyat, Ch. Dong et P. Nándori, « Flexibility of statistical properties for smooth systems satisfying the central limit theorem », Invent. Math., vol. 230, no 1,‎ 2022, p. 31-120
- Adam Kanigowski, Mariusz Lemańczyk et Maksym Radziwill, « Prime number theorem for analytic skew products », Ann. Math., vol. 199, no 2,‎ 2024, p. 591-705